# Bugatti Type 44

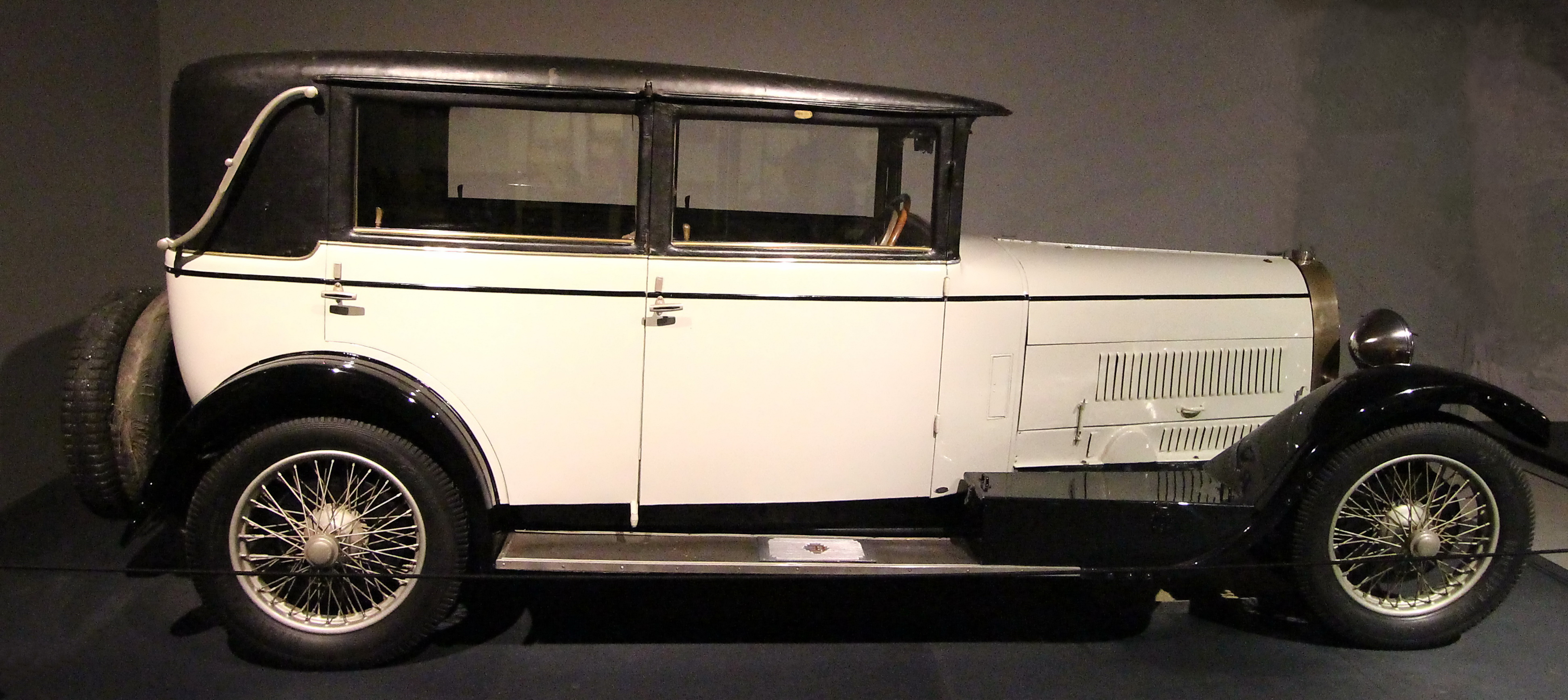
Limousine

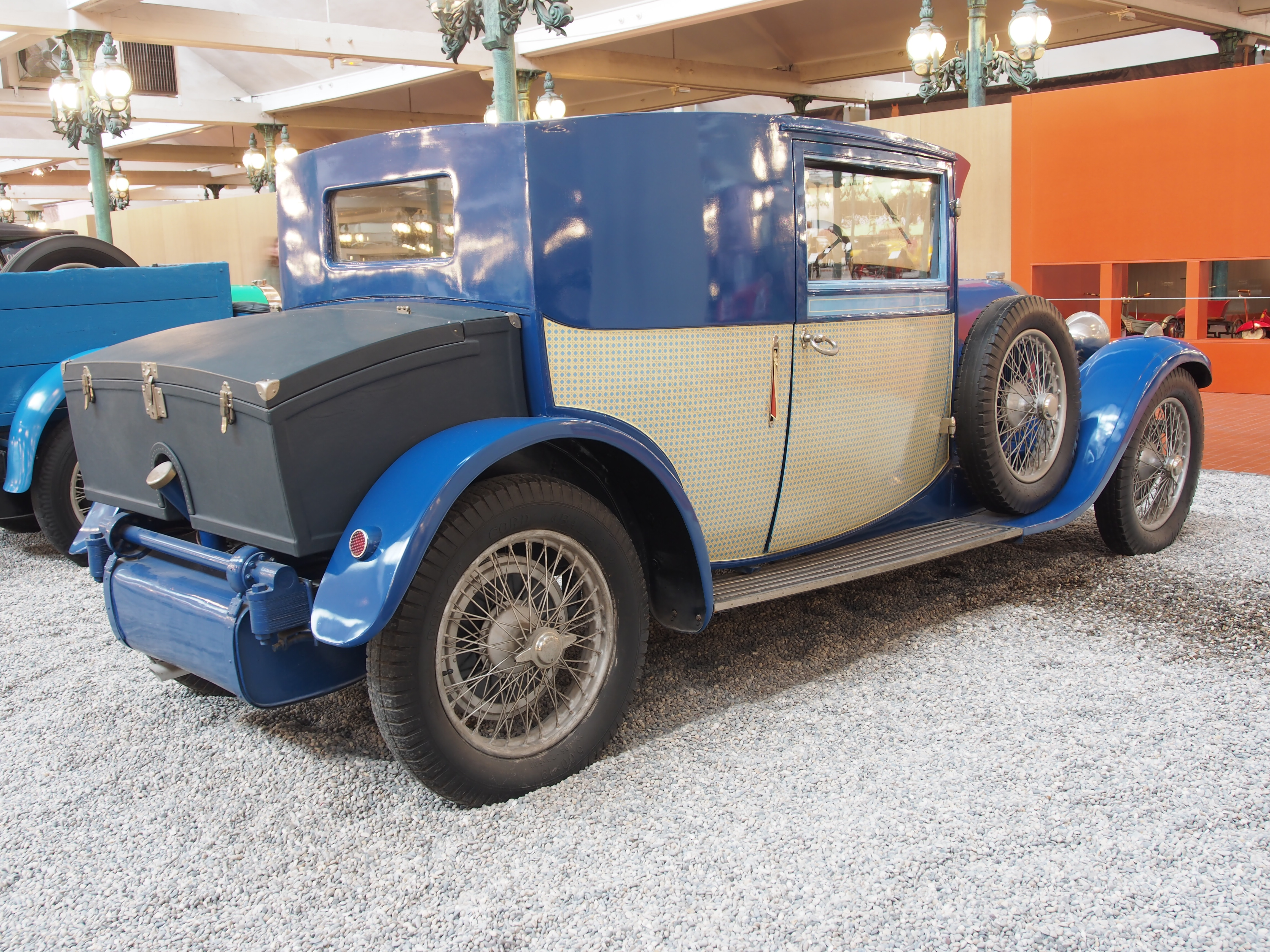
Coupé

Der Bugatti Type 44 ist ein Pkw-Modell. Hersteller war Bugatti in Frankreich.

## Beschreibung
Ettore Bugatti präsentierte das Modell im Oktober 1927. Es war das erste Serienmodell von Bugatti mit einem 3-Liter-Motor, nachdem es 1921 mit dem Type 28 bereits einen Prototyp gab.
Der Achtzylinder-Reihenmotor ist vorn längs im Fahrzeug eingebaut. 69 mm Bohrung und 100 mm Hub ergeben 2991 cm³ Hubraum. Jeder Zylinder hat zwei Einlassventile und ein Auslassventil. Die Kurbelwelle ist neunfach gelagert; die Kurbelwellenlager sind Gleitlager. Der Motor ist wassergekühlt und leistet maximal zwischen 80 und 100 PS. Das Getriebe hat vier Vorwärtsgänge. Die Hinterräder werden über eine Kardanwelle angetrieben.
Das Fahrgestell ähnelt jenem der Type 38 und Type 43. Zwei verschiedene Radstände von 312 cm und 322 cm standen zur Wahl. Die Spurweite beträgt 125 cm. Die Fahrzeuge sind zwischen 410 und 420 cm lang und zwischen 140 und 145 cm breit. Das Fahrgestell wiegt etwa 915 bis 940 kg. Die Höchstgeschwindigkeit liegt im Bereich zwischen 138 und 150 km/h.
Bekannt sind Aufbauten als zwei- und viertürige Limousinen, Coupé, Cabriolet, Roadster und Tourenwagen. Einige Karosserien wurden auf Kundenwunsch von externen Karosseriebauunternehmen angefertigt. 1929 kostete allein das Fahrgestell 10.200 Reichsmark im Deutschen Reich.
Im November 1930 oder 1931 endete die Produktion. Nachfolger wurde der 1930 präsentierte Type 49.
Laut mehrerer Quellen entstanden 1095 Fahrzeuge. Davon existieren noch 117.